# 明星大学硬式野球部
明星大学硬式野球部（めいせいだいがくこうしきやきゅうぶ）は、首都大学野球連盟に所属する大学野球チーム。明星大学の学生によって構成されている。

## 歴史
- 1965年 創部。
- 1966年 春季リーグ戦から首都大学野球連盟に加盟。
- 2005年 セレクション開始。

長らく大学側からの援助がなく年間活動費は学友会から分配される約10万円ほどであり、連盟加盟当初の3年間こそ2部の上位程度の成績を収めていたが、その後はほぼ玉川大学や成城大学とともに最下位争いを演じてきた。
しかし、2004年に元読売ジャイアンツ投手の小原沢重頼（浦和実業学園高等学校 - 城西大学卒）をコーチとして招聘（ - 2006年、2008年 - 2009年）、2005年からセレクションを開始してからは部員数が70人前後となった。
- 2011年 初の2部優勝。更に初の1部昇格。
- 2012年 元大昭和製紙監督の浜井鴻丈が監督に就任（助監督から昇格）。初の1部春季リーグ戦で過去最高となる2位。
- 2012年 秋季リーグ戦で6位、2部降格。
- 2016年 秋季リーグ戦で2季ぶり5回目の2部優勝、9季ぶりの1部昇格。
- 2017年 秋季リーグ戦で6位、2部降格。
- 2021年 春季リーグ戦で4季ぶり7回目の2部優勝。

## 本拠地
- 明星大学野球場（東京都日野市程久保二丁目1-1 明星大学日野キャンパス内）

## 主な出身者
- 浅羽哲也（捕手） - リースキン所属時に2004年の第75回都市対抗野球大会出場。
- 川野智洋（投手） - 2部で通算24勝、403奪三振。鷺宮製作所を経てBCリーグの群馬ダイヤモンドペガサスに所属。
- 南要輔（内野手） - 2016年育成選手ドラフト2位で東北楽天ゴールデンイーグルスに入団。
- 松原聖弥（外野手） - 2016年育成選手ドラフト5位で読売ジャイアンツに入団。
- 宮内春輝（投手） - 卒業後日本製紙石巻所属時に、2022年ドラフト6位で北海道日本ハムファイターズに入団。
- 山本恵大（外野手） - 2021年育成選手ドラフト9位で福岡ソフトバンクホークスに入団。
- 松井颯（投手） - 2022年育成選手ドラフト1位で読売ジャイアンツに入団。
- 権田琉成（投手） - 卒業後TDK所属時に、2023年ドラフト7位でオリックス・バファローズに入団。